# Šedina
Šedina je naselje v Občini Šentjur.